# Kumiałtowice
Kumiałtowice (niem. Kummeltitz, łuż. Kumjeltojce) – wieś w Polsce położona w województwie lubuskim, w powiecie żarskim, w gminie Brody.
W latach 1975–1998 miejscowość administracyjnie należała do województwa zielonogórskiego.
Po raz pierwszy wspomniano w dokumentach o tej wsi ślepych uliczek w roku 1409 pod niemiecką nazwą Cumlititz. Pierwotnie należał do niej majątek, folwark oraz wiatrak. W centrum wioski znajduje się jeszcze dzisiaj staw, wkoło którego prowadzi wiejska droga. W 1945 roku nosiła nazwę Chmielczyce.